# Вулиця Тролейбусна (Івано-Франківськ)
Вулиця Тролейбусна — вулиця в Івано-Франківську, що веде від вулиці Галицька до тролейбусного депо. Знаходиться в мікрорайоні Пасічна.

## З історії вулиці
Виникла в кінці 1970-х — на початку 1980-х рр. на місці кількох давніх пасічнянських вуличок в результаті інтенсивної житлової забудови мікрорайону 
Історія вулиці пов'язана із впровадженням тролейбусного руху в місті. Підготовчі роботи з пуску тролейбуса почалися від 1977 р. Свою назву вулиця отримала ще за декілька років до відкриття першого маршруту «Вулиця Хіміків — Вокзал» (30 грудня 1983 р.) 
Зокрема, 1 вересня 1982 р. тут було відкрито першу середню школу (№ 18) за межами історичної межі міста — річкою Бистриця Солотвинська. 
У 1984 р. Тролейбусну перейменували на вулицю «імені 60-річчя СРСР». Але за ухвалою міської ради від 16 жовтня 1990 р. вулиці повернуто попередню назву.